# 论充足理由律的四重根
《论充足理由律的四重根》（德語：Über die vierfache Wurzel des Satzes vom zureichenden Grunde）是德国哲学家阿图尔·叔本华于1813年撰写的一篇博士学位论文，对经典逻辑中的充足理由律进行了详尽的阐述。1847年，叔本华六十岁时修订并再版了这一著作，全书共8章56节。《论充足理由律的四重根》在叔本华的哲学思想中居中心地位。叔本华反复向读者强调阅读此书的必要性，将此视为完整理解其思想体系的必要出发点。如在《作为意志和表象的世界》第一版序中，叔本华称：「不先熟悉这个序论（《论充足理由律的四重根》），不先有一段预习的功夫，要正确理解本书是根本不可能的。」

## 背景

### 历史背景
拿破仑大军团征俄遇挫后，首批残部于1813年1月败退至柏林，当地医院很快为伤病员所挤占，疫情爆发的风险陡增。柏林顿时刮起了爱国主义与军国主义思潮，众多哲学家与学者亦深受影响，希冀德国能通过暴力，摆脱法国的控制。叔本华难以容忍如此时局，最终于5月2日逃离柏林，到达毗邻魏玛的小镇鲁多尔施塔特。当年6月至11月，旅居鲁多尔施塔特一小旅馆的叔本华写就了《论充足理由律的四重根》。
叔本华凭借《论充足理由律的四重根》获得了耶拿大学的缺席博士学位，不久后私人出版社开始出版这一论文。「论文出版后发表了三篇书评，里面的褒奖带有某种恩赐的意味。论文的销售量不到一百本，余下的被当作废纸处理，几年后化为纸浆。」初版《论充足理由律的四重根》之所以遇冷，是因为时年26岁的叔本华在归纳结论时，常常遮遮掩掩，还未形成日后坚定自信的写作风格。歌德在阅读初版的《论充足理由律的四重根》后，邀请叔本华到府叙谈哲学，实为将这位年轻的哲学家招募进《颜色论（Zur Farbenlehre）》的撰写工作中。
1847年，该论文经过叔本华大幅扩充和改写重新出版，今日读者阅读的《论充足理由律的四重根》亦大多以此版本的面目出现。「在第二版中，所有的线条脉络清晰可见，一直延伸到叔本华的主要著作之中；不但哲学的传统受到了挑战，而且对当时所行的哲学精神的攻击也俯拾即是。」

### 哲学背景
叔本华的认识论哲学与康德关于知识的理论一脉相承，其在《作为意志和表象的世界》第一版序中直言：「我在很大限度内是从伟大的康德的成就出发的。」在叔本华看来，他完成了康德思想认识论部分中偏颇与未竟的部分。叔本华哲学是直接从对康德哲学的继承与批判中产生的。
叔本华认为，康德的最大功绩是划清现象和自在之物间的区别。叔本华关键地意识到，是直观着的心灵让人类经验成为可能，是它从感官的原始材料中统合了直观，又从直观总抽象出概念。基于并借由康德提出的感性的形式（空间、时间、因果性），叔本华对悟性进行了阐发：

认识因果性是它（悟性）唯一的作用，唯一的能力；而这是一个巨大的、广泛包摄的能力；既可有多方面的应用，而它所表现的一切作用又有着不可否认的同一性。反过来说，一切因果性，即一切物质，从而整个现实都只是对于悟性，由于悟性而存在，也只在悟性中存在。悟性表现的第一个最简单的，自来即有的作用便是对现实世界的直观。这就始终是从效果中认原因，所以一切直观都是理智的。

### 书目
- 叔本华, 阿图尔. . 由陈晓希翻译. 商务印书馆. 1996. ISBN 7-100-01746-7.
- 叔本华, 阿图尔. . 由石冲白翻译. 商务印书馆. 1991. ISBN 7-100-01166-3.
- Schopenhauer, Arthur. . 由E. F. J. Payne翻译. Dover Publications, Inc. 1969. ISBN 0-486-21761-2.
- 萨弗兰斯基, 吕迪格尔. . 由钦文翻译. 商务印书馆. 2010. ISBN 978-7-100-05825-4.